# قرار مجلس الأمن التابع للأمم المتحدة رقم 95
وقد اعتمد قرار مجلس الأمن التابع للأمم المتحدة رقم 95 في 1 سبتمبر 1951. وبعد أن ذكر كلا الجانبين في الصراع العربي الإسرائيلي بالوعود الأخيرة والتصريحات التي قال إنها ستعمل من أجل السلام، انتقد المجلس مصر لمنع السفن المتجهة إلى الموانئ الإسرائيلية من السفر عبر قناة السويس، ودعا الحكومة المصرية إلى الكف فورا عن أي تدخل في أي من وسائل النقل البحري، وهو أمر ضروري للسلامة. وقد تم تمريره بأغلبية 8 أصوات مقابل لا شيء، مع امتناع 3 أعضاء عن التصويت من قبل الصين والهند والاتحاد السوفيتي. لقد كان قرارا نادرا ينتقد الدول العربية في الصراع العربي الإسرائيلي، والذي أقر قبل تلك الفترة التي استخدم فيها الاتحاد السوفيتي دائما حق النقض ضد مثل هذه القرارات.
وقد اعتمد القرار بأغلبية ثمانية أصوات مؤيدة، وامتناع ثلاثة أعضاء عن التصويت من الهند وجمهورية الصين والاتحاد السوفياتي.